# Carrão (métro de São Paulo)
Carrão est une station de métro de la ligne 3 - Rouge du métro de la ville brésilienne de São Paulo. Il est situé sur l'avenida Radial Leste, au coin de la Rua Apucarana.
Malgré son nom, la station se trouve dans le district de Tatuapé, à quelques kilomètres à l'ouest de la frontière avec le district de Carrão. Elle a ouvert le 31 mai 1986.

## Histoire
Après avoir défini l'emplacement de la station en 1976, la Companhia do Metropolitano a exproprié les zones nécessaires à la construction de la station par le décret 13154 du 25 juin 1976,. Le projet de la station Tatuapé a été présenté à la mi-1979 et a été inclus dans un groupe de 8 stations avec des projets standardisés sur 19 modules en béton destinés à faciliter sa mise en œuvre (voir section caractéristiques),. Malgré l'espoir de commencer les travaux à la fin des années 1970 et d'ouvrir la station en février 1983, les travaux n'ont commencé qu'en 1982. La station Carrão est mise en service le 31 mai 1986.
La station une capacité de jusqu'à 20 000 passagers par jour, dans une superficie construite de 12 170 m2, étant.

## Toponymie
Son nom est dû à João da Silva Carrão (1810-1888) qui était un avocat, journaliste et homme politique, ayant occupé plusieurs postes, en mettant l'accent sur la présidence des provinces impériales de Pará et São Paulo en plus de la commande du ministère des Finances de l'Empire de Brésil.
Le lotissement immobilier de Vila Carrão a été créé en 1916. Pour y accéder, un chemin de terre a été ouvert entre 1927 et 1930 qui reliait l'Estrada de Ferro Central do Brasil à l'estrada de Sapopemba. Cette route s'appelait "Estrada do Itaquera-Carrão". En 1954, le nom a été officialisé par la ville de São Paulo sous le nom d'avenida Conselheiro Carrão. Lors de la conception du projet de ligne de métro Est-Ouest, la station située à 700 mètres à l'ouest du viaduto Conselheiro Carrão (partie de l'avenue homonyme), située de l'autre côté de la ligne, a été nommée Carrão. Dans les années 1970, alors sous-district de Tatuapé, Vila Carrão a été élevée au rang de district, englobant la zone de construction de la station homonyme de métro. En 1991, avec une réorganisation des districts de São Paulo, Vila Carrão a perdu une partie de sa zone, y compris celle où se trouve la station de métro (appartenant désormais au quartier de Tatuapé),,.
Depuis l'ouverture de la station en 1986, deux projets de loi ont tenté de changer de nom : En décembre 1987, le député d'État Abdo Haddad (PDS) a présenté le projet de loi 0830/1987, demandant le changement du nom de la station Carrão en "Antônio de Barros" (rue située à 650 m à l'est de la station). Le député a affirmé que la station était située à 3 kilomètres du quartier de Vila Carrão (bien que la station se trouve dans les limites du quartier de Carrão et à 700 mètres de l'avenida Conselheiro Carrão). Le projet a été rejeté l'année suivante, ; en novembre 1996, le député d'État de l'époque Afanásio Jazadji (PFL) a présenté le projet de loi 719/1996 qui prévoyait le changement de nom de la station en "Corinthians", la station étant située à 1,5 kilomètre du siège du club du même nom (Parque São Jorge). Le projet a été rejeté, car le club a déjà été honoré de la station "Corinthians-Itaquera" et la dénomination proposée ne répond pas à l'intérêt public local (plus géographiquement identifié avec le nom Carrão).

## Architecture
Station à fleur du sol, composée de 19 blocs de béton préfabriqué de 15 m X 12,50 m avec mezzanine de distribution sur un quai central, structure en béton apparent et couverture spatiale métallique treillisée.

## Services aux voyageurs

### Accès et accueil
Elle a un accès pour les personnes handicapées par des rampes et ascenseur.

### Intermodalité
Elle est intégrée à deux terminus d'autobus urbain.

## À proximité
- Parc municipal de Tatuapé

## Art dans le métro
La station ne fait pas partie de la "Route de l'art dans les stations".

## Tableau
| Code | Station | Inauguration | Capacité                         | Intégration                 | Quais   | Position       | Notes                                                                  |
| ---- | ------- | ------------ | -------------------------------- | --------------------------- | ------- | -------------- | ---------------------------------------------------------------------- |
| CAR  | Carrão  | 31 mai 1986  | 20 mille voyageurs heures/pointe | Bilhete Único de la SPTrans | Central | À fleur du sol | Station avec structure en béton apparent Toiture métallique treillisée |